# Kisfaludy utca
Kisfaludy utca est une rue de Budapest, située dans le quartier de Corvin (8e arrondissement).